# Alekszej Innokentyjevics Antonov
Alekszej Innokentyjevics Antonov (oroszul: Алексей Иннокентьевич Антонов; Hrodna [ma:Fehéroroszország], 1896. szeptember 15. – Moszkva, 1962. június 18.) szovjet–orosz katonatiszt, hadseregtábornok.
A cári hadsereg tisztjének fia, aki a moszkvai Frunze Katonai Akadémia elvégzése után (1921) a Vörös Hadseregnek lett a tagja. 1938-tól oktató a  Frunze Katonai Akadémián. 1942 és 1943 között a vezérkari főnök első helyettese, hadműveleti csoportfőnök; 1945–1946-ban vezérkari főnök. 1946 és 1948, majd 1954 és 1955 között a Szovjet Hadsereg vezérkari főnök első helyettese, a Varsói Szerződés Egyesített Fegyveres Erőinek törzsfőnöke (1955-1962).